# جیونی
جیونی (به اسپانیایی: Jayuni) یک کوه در پرو است که در منطقه آیاکوچو واقع شده‌است. جیونی ۴٬۶۰۰ متر بالاتر از سطح دریا واقع شده‌است.